# 卡普政變

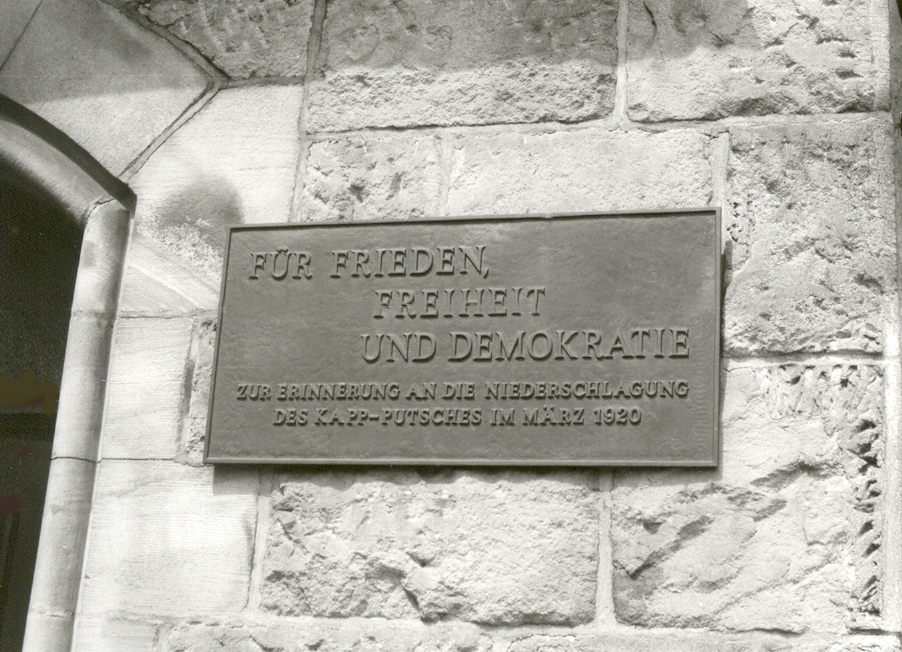
鎮壓卡普政變的紀念碑。碑上寫著：「為了和平、自由和民主——紀念 1920 年 3 月鎮壓卡普政變」

卡普政变 (德語：Kapp-Putsch，德語發音：[ˈkapˌpʊt͡ʃ] ⓘ，全称卡普-吕特维茨政变) 是一场企图推翻魏玛共和国的政变，导火线是威瑪政府签署凡尔赛条约。1919年初，正规军威瑪防衛軍大约有35万人，当中25万人加入自由军团的各个组织。根据凡尔赛条约规定，德国军队人数最多为10万人，因此政府必须遣散自由军团。1920年3月，政府下令解散艾尔哈特海军旅。旅长艾尔哈特拒绝从命，向柏林国防军司令吕特维茨将军求援。吕特维茨曾在1918至19年负责组织自由军团，又是狂热的君主主义者，要求总统弗里德里希·艾伯特和国防部长古斯塔夫·诺斯克停止裁军计划，遭到艾伯特拒绝。吕特维茨命令埃尔哈特旅开赴柏林，部队于3月13日占领该市。吕特维茨是策动政变的首脑，而政变名义上的领袖是沃尔夫冈·卡普——来自东普鲁士的62岁公务员、狂热民族主义者。诺斯克下令正规军镇压政变，但是遇到阻碍。陆军司令汉斯·冯·塞克特将军告诉诺斯克：「国防军不打国防军。」塞克特反对政变，但也不打算镇压。威瑪政府被迫放弃柏林，逃到斯图加特，号召德国工人大罢工来对抗政变。工人大罢工令国家陷入瘫痪，政变旋即失败，卡普和吕特维茨逃亡瑞典。魏玛共和国能够在1920年逃过一劫，是因为工人阶级愿意协助政府；自由军团的将领大多不支持政变，也许是认为政变不合时机。